# Urszula Niepokojczycka

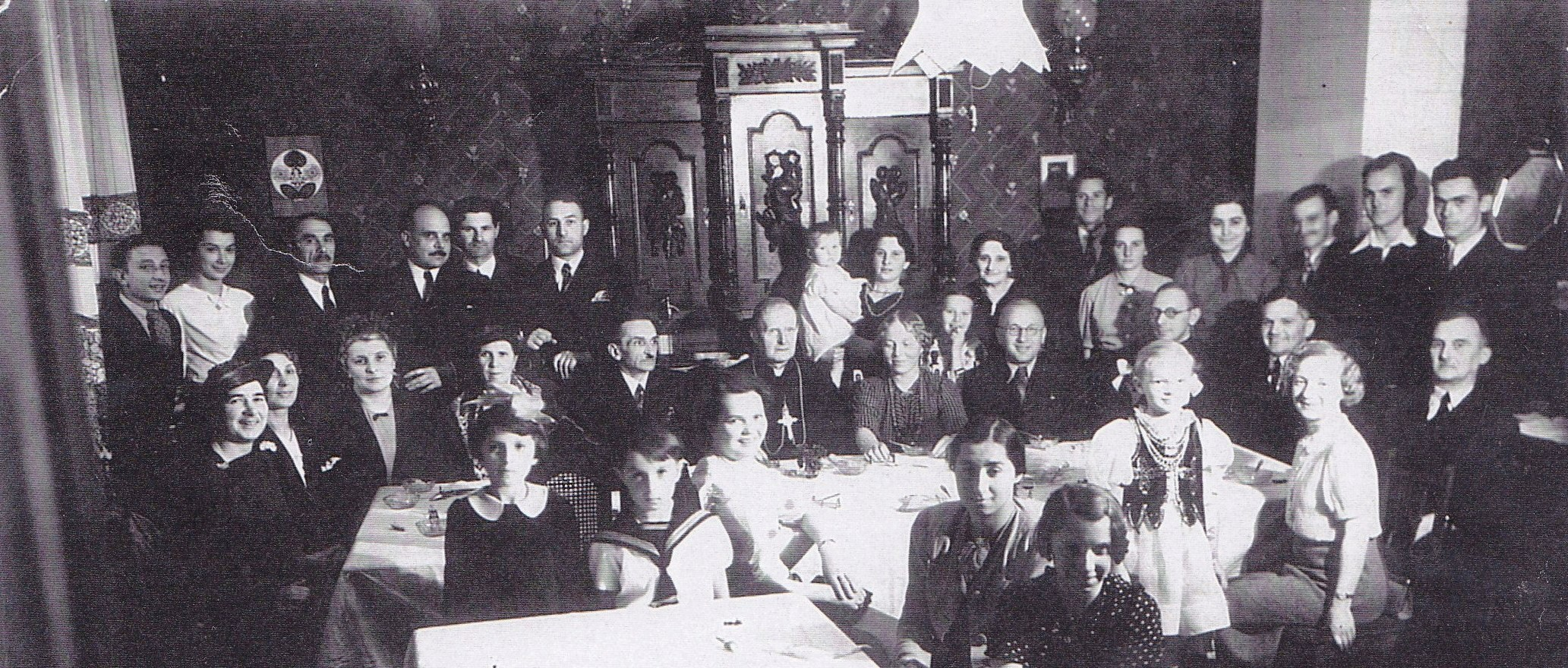
Uroczystość po chrzcie Katarzyny Piskorskiej w 1938 roku. Stoją m.in. Leonard Piskorski (3. od lewej), Przemysław Podgórski (4.), Aleksander Kamiński (5.), Tomasz Piskorski (6.), Katarzyna Piskorska (7., na rękach matki, Marii Piskorskiej, 8.), Anna Piskorska (9., dziecko), Anna Podgórska (10.), Zuzanna Dieuleveut-Kaulek (13.), Witold Podgórski (14.), Kazimierz Cetnarowicz (15., drugi od prawej). W centrum siedzi sufragan warszawski Antoni Szlagowski, na lewo od niego siedzi Jean-Lucien Dieuleveut-Kaulek, najbardziej na lewo siedzi Urszula Niepokoyczycka, na prawo od Antoniego Szlagowskiego siedzą Wanda Gentil-Tippenhauer (matka chrzestna), Kazimierz Gorzkowski (ojciec chrzestny) i Jan Mauersberger. Przed Antonim Szlagowskim siedzi bokiem Janina Jurkiewicz.

Maria Urszula Karolina Niepokojczycka (Niepokoyczycka, Niepokóyczycka) (ur. 17 sierpnia 1901 w Plancie, zm. 21 lipca 1990 w Gdańsku) – polska lekarka, doktor nauk medycznych, działaczka społeczna, uczestniczka powstania warszawskiego, dama Orderu Wojennego Virtuti Militari.

## Życiorys
W młodości, w czasie studiów na Uniwersytecie Warszawskim, działała w organizacjach ideowych młodzieży akademickiej. Należała do Organizacji Młodzieży Narodowej Szkół Wyższych. W 1922 roku była członkinią zarządu OMN. Od 1923 roku należała do tajnego „Zet”-u (złożyła przyrzeczenie jako siostra zetowa 6 lutego 1923 roku).
Ukończyła studia na Wydziale Lekarskim Uniwersytetu Warszawskiego, uzyskała doktorat nauk medycznych. Pracowała jako lekarka.
W tym czasie otrzymała Medal Dziesięciolecia Odzyskanej Niepodległości, Brązowy Medal za Długoletnią Służbę i w 1939 roku Srebrny Krzyż Zasługi za zasługi w służbie państwowej.
W czasie II wojny światowej była wolontariuszką w Szefostwie Sanitarnym Armii „Warszawa” podczas kampanii wrześniowej. Za bohaterską postawę otrzymała Krzyż Srebrny Orderu Wojennego Virtuti Militari z rąk gen. Rómmla 23 września 1939, a w miesiąc później także Złoty Krzyż Zasługi.
Wstąpiła do Armii Krajowej (numer legitymacji AK: 2840). W czasie powstania warszawskiego pracowała w punkcie sanitarnym przy ul. Jasnej 10, następnie w szpitalu polowym przy ul. Chmielnej 26 w oddziale „Bakcyl” (Sanitariat Okręgu Warszawskiego Armii Krajowej). Po powstaniu wyszła z Warszawy razem z rannymi powstańcami.

## Życie prywatne
Urszula Niepokoyczycka była córką Jana Teofila i Wandy Jadwigi z domu Dzięciołowskiej. Jej starszy brat, Stefan, zginął w czasie wojny polsko-bolszewickiej w 1920 roku (trzecim dzieckiem Jana i Wandy była Zofia).
W dwudziestoleciu międzywojennym mieszkała w Warszawie przy ul. Marszałkowskiej 31 (w 1923 roku), przy ul. Hortensja 4 (w 1925 roku) i przy ul. Marszałkowskiej 95 (w 1933 roku).
Nie założyła rodziny.